# Sabrina Bryan
Reba Sabrina Hinojos, znana jako Sabrina Bryan (ur. 16 września 1984 w Yorba Linda, stan Kalifornia) – amerykańska tancerka i aktorka, wokalistka zespołu Cheetah Girls.

## Filmografia
- 1996 – Driving Me Crazy jako Fritzie
- 1999 – King’s Pawn jako Kelly
- 2003 – Dziewczyny Cheetah jako Dorinda Thomas
- 2006 – Dziewczyny Cheetah 2 jako Dorinda Thomas
- 2008 – Dziewczyny Cheetah: Jeden świat jako Dorinda Thomas

## Byou
W styczniu 2006 roku ukazał się album DVD, w którym Sabrina zaśpiewała kilka piosenek. Głównie w jej projekcie chodziło o nauczenie tańca dziewczynek i chłopców.
Utwory:
1. Good Time – Frankie Jordan
2. Just Getting Started – Sabrina Bryan
3. How It’s Done – Jhene
4. Join the Party – Drew Seeley
5. Second 2 None – Morgan Smith feat. Char
6. Byou – Sabrina Bryan<
7. Anything Is Possible – Christina Vidal
8. Byou (The Remix) – Sabrina Bryan
9. Byou Workout – Sabrina Bryan

## Dancing with the Stars
W 2007 roku Sabrina brała udział w Amerykańskiej wersji „Tańca z gwiazdami”. Jej partnerem był Mark Ballas. Zajęła 7. miejsce.
Tańce wykonane przez Sabrinę w programie:
| Tydzień | Taniec     | Punktacja |
| 1       | cha-cha    | 26/30     |
| 2       | quickstep  | 26/30     |
| 3       | jive       | 27/30     |
| 4       | paso doble | 30/30     |
| 5       | rumba      | 28/30     |
| 6       | fokstrot   | 25/30     |

Aktualnie Sabrina bierze udział w XV edycji amerykańskiego „Tańca z gwiazdami” – Dancing with the stars: all stars. Jej partnerem jest Louis van Amstel.